# Umtriebszeit
Als Umtriebszeit wird in der Forstwirtschaft der zu erwartende Zeitraum von der Bestandesbegründung bis zur Endnutzung durch Holzeinschlag bezeichnet. Der Begriff ist eng an eine schlagweise Forstwirtschaft gebunden; er dient in der heutigen forstlichen Praxis in Mitteleuropa mangels besserer Berechnungsgrundlagen allein als Rechengröße – insbesondere zur steuerlichen Bewertung, die auch für einen in Jahrhunderten denkenden Wirtschaftszweig jährlich erfolgt.
Die Umtriebszeiten sind von der Baumart, dem Standort und den Betriebszielen abhängig und somit variabel. Beispiele im normalen Betrieb wären für die relativ schnell wachsende Fichte eine Umtriebszeit von 80 Jahren und für die langsamer wachsende Traubeneiche eine Umtriebszeit von 180 Jahren.
Die Umtriebszeiten können anhand verschiedener Kriterien ermittelt werden (Beispiele):
- Technische Umtriebszeit
- Umtriebszeit des größten Waldreinertrages (der höchsten Rentabilität)
- Umtriebszeit des höchsten Bodenreinertrages (finanzielle Umtriebszeit)
- Umtriebszeit des höchsten Massenertrages

In sogenannten Kurzumtriebsplantagen werden Bestände bereits nach 3 bis 10 Jahren abgetrieben.